# Військова історія Радянського Союзу

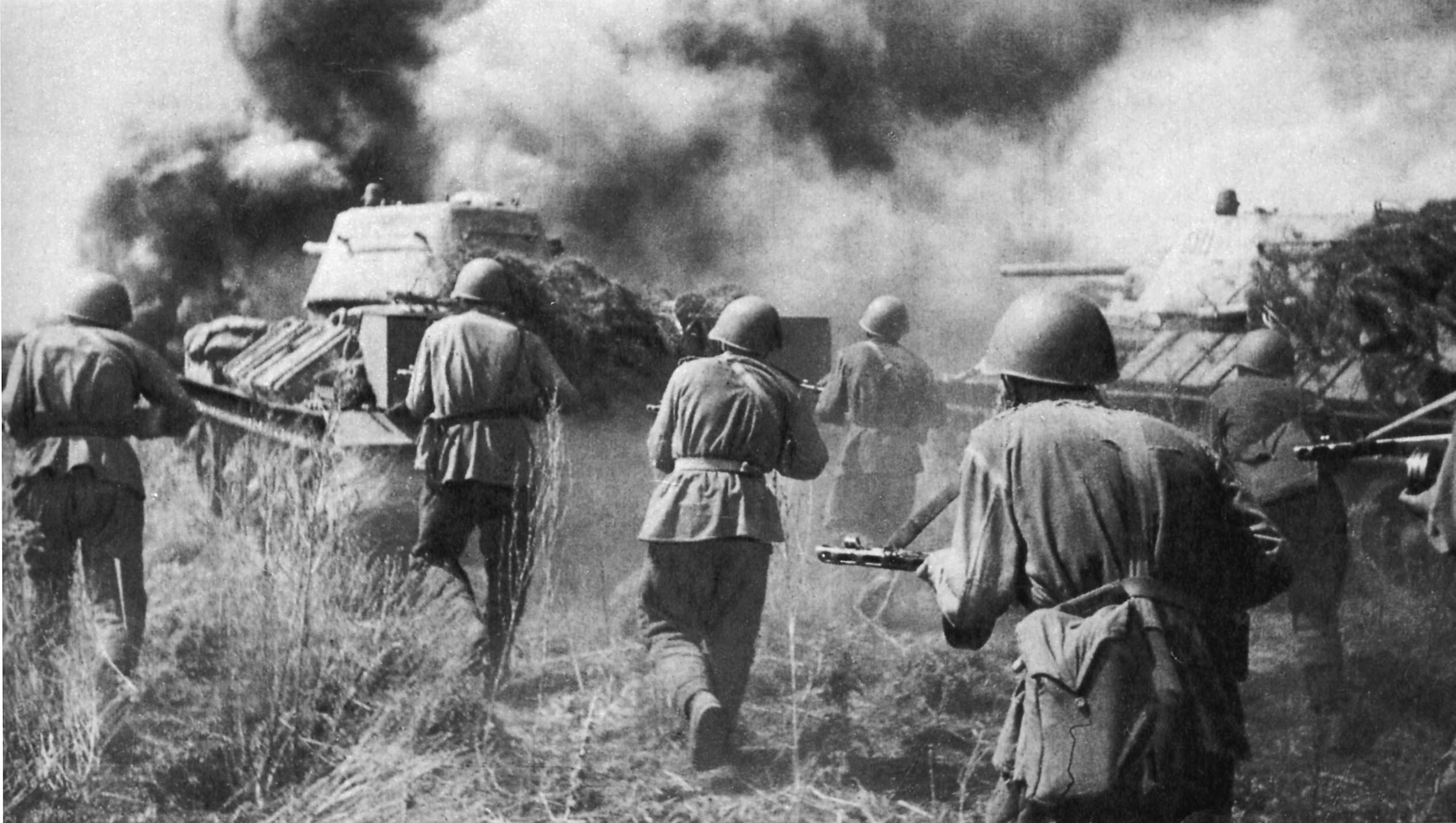
Радянські війська в Курській битві

Військова історія Радянського Союзу почалася після Жовтневої революції 1917 року, яка привела до влади більшовиків. У 1918 році новий уряд сформував Червону армію, яка потім перемогла своїх внутрішніх ворогів у Громадянській війні 1917-22 років. У 1918-21 роках Червона армія зазнала поразок у польсько-радянській війні (1919-21) в Першій радянсько-українській війні (1917-1918) та у війнах за незалежність Естонії (1918-20), Латвії (1918-20) і Литви (1918-19). Червона Армія вторглася до Фінляндії (листопад 1939 року); брала участь у битві на Халхін-Голі у травні-вересні 1939 року (разом зі своїм союзником Монголією) проти Японії та її клієнтської держави Маньчжоу-Го; була розгорнута, коли Радянський Союз за згодою з нацистською Німеччиною взяв участь у вторгненні до Польщі у вересні 1939 року, а також окупувала країни Балтії (червень 1940 року), Бессарабію (червень-липень 1940 року) та Північну Буковину (червень-липень 1940 року) (з Румунії). У Другій світовій війні Червона армія стала головною військовою силою у розгромі нацистської Німеччини і завоювала Маньчжурію. Після війни вона окупувала Східну Німеччину та багато країн Центральної та Східної Європи, які стали державами-сателітами радянського блоку.
Після перемоги союзників над Німеччиною та Японією у 1945 році Радянський Союз став єдиною наддержавою-суперником Сполучених Штатів. Холодна війна між двома країнами призвела до нарощування військових сил, гонки ядерних перегонів та космічних перегонів. На початку 1980-х років радянські збройні сили мали більше військ, танків, артилерійських гармат і ядерної зброї, ніж будь-яка інша країна на землі. Радянський Союз розпався в 1991 році не через військову поразку, а через економічні та політичні чинники — див. Історія Радянського Союзу (1982-91).
Радянська армія складалася з п'яти видів збройних сил — у порядку їхньої офіційної важливості:
- Ракетні війська стратегічного призначення СРСР (служба заснована в 1959 році)
- Радянська армія
- Військово-повітряні сили СРСР
- Повітрянодесантні війська СРСР
- Війська протиповітряної оборони СРСР (окрема служба з 1949 року)
- Військово-морський флот СРСР
- Сили спеціальних операцій

Існували ще два радянські воєнізовані формування: Внутрішні війська (війська МВС), підпорядковані Міністерству внутрішніх справ, та Прикордонні війська, підпорядковані КДБ.

## Царське та революційне минуле

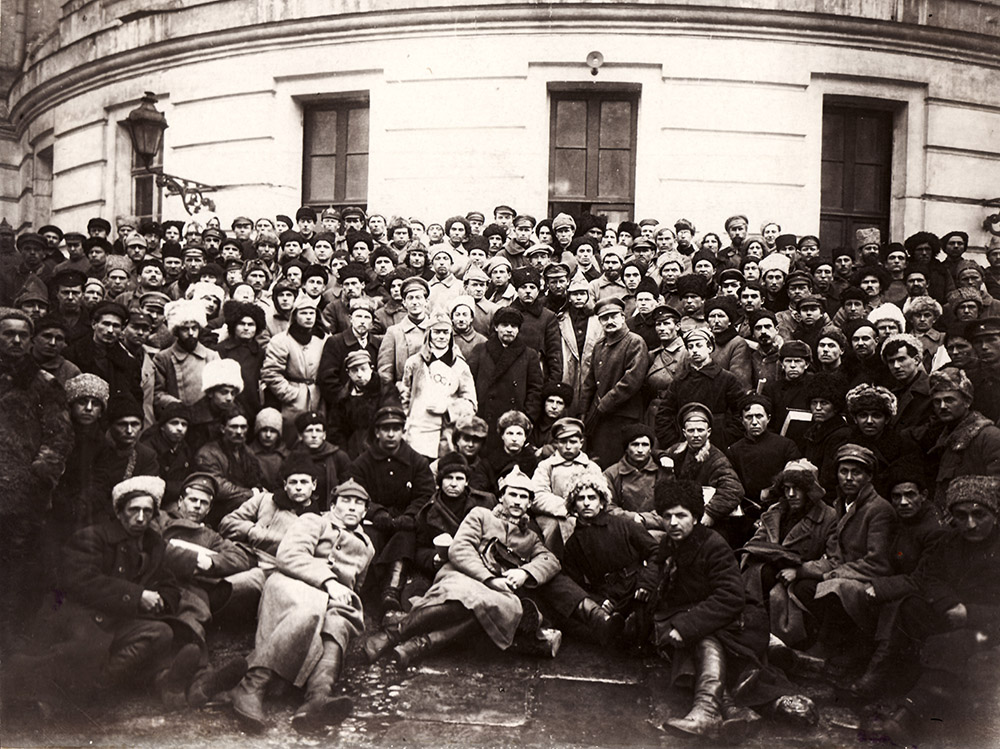
Члени Червоної армії збираються навколо Володимира Леніна, Клима Ворошилова (позаду Леніна) і Лева Троцького в Петрограді.

Лютнева революція замінила царя на російський Тимчасовий уряд, який був повалений більшовицькою революцією 1917 року. Російська армія, виснажена участю у Першій світовій війні, перебувала на завершальній стадії розпаду і розвалу.
Незважаючи на те, що більшовицький вплив в армії був сильним, офіцерський корпус був укомплектований багатьма, хто рішуче виступав проти комунізму. Більшовики сприймали царську армію як одну з основ ненависного старого режиму і вирішили скасувати її на користь створення нової армії, лояльної до марксистської ідеї. Таким чином, ядро царської армії стало ядром російської армії Тимчасового уряду, яка стала ядром Білої армії, що в переривчастому співробітництві з інтервенціоністськими силами з-за меж Росії (з Японії, Великобританії, Франції та США) допомагала білим і намагалася стримувати Червону армію під час Громадянської війни в Росії.
28 січня 1918 року лідер більшовиків Володимир Ленін видав указ про створення Червоної армії, офіційно об'єднавши 20 000 червоногвардійців, 60 000 латиських червоних стрільців з 200 000 моряків Балтійського флоту і жменькою симпатизуючих йому солдатів петроградського гарнізону. Лев Троцький став їхнім першим військовим комісаром.
Рання Червона армія була егалітарною і тому погано дисциплінованою. Більшовики вважали військові звання і вітання буржуазними звичаями і скасували їх; тепер солдати обирали своїх командирів і голосували за те, яким наказам слідувати. Однак під тиском Громадянської війни в Росії (1918-21 рр.) цей порядок було скасовано, а звання відновлено.
Під час громадянської війни більшовики боролися з контрреволюційними угрупованнями, що стали відомими як білий рух, а також з арміями, спонсорованими колишніми союзниками Росії, такими як Велика Британія та Франція, які вважали за необхідне повалити більшовицький уряд. Червона армія здобула низку перших перемог над своїми супротивниками, і в хвилі оптимізму Ленін наказав радянській Західній армії наступати на захід у вакуумі, що утворився після відступу німецьких військ з районів Обер-Осту. Ця операція охопила новостворені Українську Народну Республіку та Білоруську Народну Республіку і врешті-решт призвела до радянського вторгнення до Другої Речі Посполитої, нової незалежної держави колишньої Російської імперії. Вторгненням у Польщу та розв'язанням польсько-радянської війни більшовики висловили свою віру в те, що вони врешті-решт здобудуть перемогу над капіталістичними силами як всередині країни, так і за її межами.
Переважна більшість професійних офіцерів у російській армії були дворянського походження, до того ж більшість з них перейшли на службу до білих армій. Тому Робітничо-селянська армія спочатку зіткнулася з нестачею досвідчених воєначальників. Щоб виправити це, більшовики набрали 50 000 колишніх офіцерів імператорської армії для командування Червоною армією. Водночас вони прикріпили до частин Червоної армії політичних комісарів для контролю за діями та лояльністю професійних командирів, яких формально називали «військовими спеціалістами» (воєнспец, від воєнспец). До 1921 року Червона армія розгромила чотири білі армії і стримала п'ять озброєних іноземних контингентів, які втрутилися в громадянську війну, але почала зазнавати невдач у Польщі.
Польським військам вдалося перервати довгу серію перемог більшовиків, розпочавши сміливий контрнаступ у Варшавській битві в серпні 1920 року. Під Варшавою Червона армія зазнала настільки великої і несподіваної поразки, що це змінило хід всієї війни і врешті-решт змусило Радянський Союз прийняти невигідні умови, запропоновані Ризьким мирним договором, підписаним 18 березня 1921 року. Це була найбільша поразка Червоної армії в історії.
Після громадянської війни Червона армія ставала все більш професійною військовою організацією. Після демобілізації більшості з п'яти мільйонів солдатів Червона армія була перетворена на невеликі регулярні війська, а для мобілізації у воєнний час були створені територіальні ополчення. Радянські військові училища, створені під час громадянської війни, почали випускати велику кількість підготовлених офіцерів, лояльних до радянської влади. Намагаючись підвищити престиж військової професії, партія відновила офіційні військові звання, знизила статус політкомісарів і врешті-решт запровадила принцип єдиноначальності.

## Розвиток структури, ідеології та доктрини радянської армії

### Військова контррозвідка
Протягом всієї історії Радянської Армії радянська таємна поліція (відома під різними назвами: ЧК, ДПУ, НКВС, серед багатьох інших) зберігала контроль над контррозвідувальними спеціальними відділами (Особливий відділ), які існували у всіх великих військових формуваннях. Найвідомішим був СМЕРШ (1943—1946), створений під час Великої Вітчизняної війни. Хоча особовий склад Особливого відділу полку був загальновідомим, він контролював мережу таємних інформаторів, як чекістів, так і завербованих рядових військових.

### Політична доктрина
Під керівництвом Леніна і Троцького Червона армія стверджувала, що дотримується прокламації Карла Маркса про те, що буржуазію можна подолати лише всесвітнім повстанням пролетаріату, і з цією метою рання радянська військова доктрина зосереджувалася на поширенні революції за кордон і розширенні радянського впливу в усьому світі. Ленін здійснив ранній експеримент теорії Маркса, коли вторгся до Польщі в надії викликати комуністичне повстання в сусідній Німеччині. Польська експедиція Леніна лише доповнила заснування ним у березні 1919 року Комінтерну — організації, єдиною метою якої була боротьба «всіма доступними засобами, включаючи збройну силу, за повалення міжнародної буржуазії і за створення міжнародної радянської республіки як перехідного етапу до повного знищення держави».
Відповідно до філософії Комінтерну, Червона армія силою придушила антирадянське повстання басмачів у Центральній Азії, щоб утримати Туркестан у радянській союзній системі. У 1921 році Червона армія окупувала Демократичну Республіку Грузія, скинула представницький грузинський уряд і замінила його на радянську республіку. Потім Грузія була примусово об'єднана з Вірменією та Азербайджаном, щоб утворити Закавказьку СФРР, країну-члена Радянського Союзу.

### Військово-партійні відносини
Протягом 1930-х років п'ятирічні плани Йосипа Сталіна та індустріалізація створили виробничу базу, необхідну для модернізації Червоної армії. Коли наприкінці десятиліття ймовірність війни в Європі зросла, Радянський Союз потроїв свої військові витрати і подвоїв чисельність регулярних збройних сил, щоб відповідати силі своїх потенційних ворогів.
Однак у 1937 році Сталін очистив Червону армію від найкращих воєначальників. Побоюючись, що військові становлять загрозу його правлінню, Сталін ув'язнив або стратив багатьох офіцерів Червоної армії, кількість яких обчислювалася тисячами, в тому числі трьох з п'яти маршалів. Ці дії мали серйозно послабити спроможність Червоної армії у радянсько-фінській війні (Зимовій війні) 1939-40 років та у Другій світовій війні.
Побоюючись величезної популярності збройних сил після Другої світової війни, Сталін розжалував героя війни маршала Георгія Жукова і приписав собі особисту заслугу за порятунок країни. Після смерті Сталіна в 1953 році Жуков знову став сильним прихильником Микити Хрущова. Хрущов винагородив Жукова, зробивши його міністром оборони і повноправним членом Політбюро. Однак занепокоєння тим, що радянська армія може стати занадто впливовою в політиці, призвело до раптової відставки Жукова восени 1957 року. Пізніше Хрущов відштовхнув від себе збройні сили, скоротивши оборонні витрати на звичайні збройні сили, щоб здійснити свої плани економічних реформ.
Роки правління Леоніда Брежнєва ознаменувалися розквітом партійно-військового співробітництва, оскільки він надавав значні ресурси збройним силам. У 1973 році міністр оборони вперше з 1957 року став повноправним членом Політбюро. Проте Брежнєв, очевидно, відчував загрозу з боку професійних військових і намагався створити навколо себе ореол військового лідера, щоб встановити свою владу над збройними силами.
На початку 1980-х років партійно-військові відносини загострилися через питання розподілу ресурсів для збройних сил. Незважаючи на зниження темпів економічного зростання, збройні сили, часто безрезультатно, домагалися виділення більшої кількості ресурсів на розробку новітніх звичайних озброєнь.
Михайло Горбачов знизив роль військових у державних церемоніях, у тому числі перемістивши військових представників у кінець керівного строю на вершині Мавзолею Леніна під час щорічного військового параду на Красній площі в честь Жовтневої революції. Натомість Горбачов наголошував на цивільних економічних пріоритетах і розумній достатності оборони, а не на очікуваних потребах професійних військових.

### Військова Доктрина
Російська армія зазнала поразки у Першій світовій війні, і цей факт сильно вплинув на ранні етапи розвитку Червоної армії. У той час як армії Великої Британії та Франції задовольнялися збереженням стратегій, які принесли їм перемогу, Червона армія продовжувала експериментувати та розробляти нові тактики і концепції, розвиваючись паралельно з відродженими німецькими збройними силами. Радянський Союз вважав себе унікальною нацією в історії людства і тому не відчував вірності попереднім військовим традиціям — ідеології, яка дозволяла і надавала пріоритет інноваціям.
Від початку свого створення Червона армія взяла на себе зобов'язання робити акцент на високомобільних бойових діях. На це рішення вплинули знакові для її історії війни, а саме Громадянська війна в Росії та Польсько-радянська війна. Обидва ці конфлікти мали мало спільного зі статичною окопною війною Першої світової війни. Натомість вони характеризувалися мобільними операціями на великі відстані, часто невеликими, але високомотивованими силами, а також швидким просуванням на сотні кілометрів за лічені дні.
В умовах ленінської Нової економічної політики Радянський Союз мав мало ресурсів для фінансування Червоної армії в роки її становлення у 1920-х роках. Ситуація змінилася лише тоді, коли Сталін розпочав індустріалізацію в 1929 році — політику, частково створену для того, щоб дозволити виділити безпрецедентні кошти на військові потреби.
Використовуючи ці нові ресурси, Червона армія 1930-х років розробила дуже складну концепцію мобільної війни, яка спиралася на величезні з'єднання танків, літаків і повітряно-десантних військ, призначених для прориву ворожої лінії і перенесення бою глибоко в тил ворога. Радянська промисловість відреагувала, постачаючи танки, літаки та іншу техніку в достатній кількості, щоб зробити такі операції практичними. Не слід переоцінювати силу радянської армії, хоча до 1941 року радянські з'єднання певного рівня були щонайменше рівними, а часто й сильнішими за аналогічні з'єднання інших армій, але величезні військові втрати та реорганізація на основі військового досвіду змінили цю тенденцію протягом наступних років війни. Так, наприклад, радянський танковий корпус за потужністю бронетехніки був еквівалентний американській танковій дивізії, а радянська стрілецька (піхотна) дивізія, якщо вона не була спеціально посилена, часто була еквівалентна американському піхотному полку.
Радянський Союз розбудовував свої збройові заводи, виходячи з припущення, що під час війни йому доведеться багато разів перебудовувати всю техніку сухопутних і повітряних сил. Це припущення справді підтвердилося під час чотирирічної війни.
Зосередженість Червоної армії на мобільних операціях на початку 1930-х років була серйозно порушена сталінською чисткою військового керівництва. Оскільки нові доктрини асоціювалися з офіцерами, які були оголошені ворогами держави, їхня підтримка зменшилася. Багато великих механізованих з'єднань було розформовано, а танки розподілено на підтримку піхоти. Після того, як німецький бліцкриг довів свою ефективність у Польщі та Франції, Червона армія почала шалені зусилля з відновлення великих механізованих корпусів, але завдання було виконано лише частково, коли Вермахт напав у 1941 році. Величезні танкові сили, потужні лише на папері, були здебільшого знищені німцями в перші місяці операції «Барбаросса». Іншим фактором, що спричинив початкову поразку, було те, що радянське переозброєння після Першої світової війни було розпочато занадто рано, і в 1941 році більшість радянської техніки була застарілою і поступалася техніці Вермахту.
У початковий період війни, перед обличчям катастрофічних втрат, Червона армія різко скоротила свої бронетанкові з'єднання (танкова бригада стала найбільшим загальновійськовим бронетанковим з'єднанням) і повернулася до більш простого способу ведення бойових дій. Тим не менш, революційні доктрини 1930-х років, модифіковані бойовим досвідом, зрештою успішно застосовувалися на фронті, починаючи з 1943 року, коли Червона Армія повернула собі ініціативу.

## Практичне розгортання радянських військ

### Міжвоєнний період

Йосип Сталін та Климент Ворошилов зображені вітаючи військовий парад на Красній площі над написом «Хай живе Робітничо-Селянська Червона Армія — надійний страж радянських кордонів!».

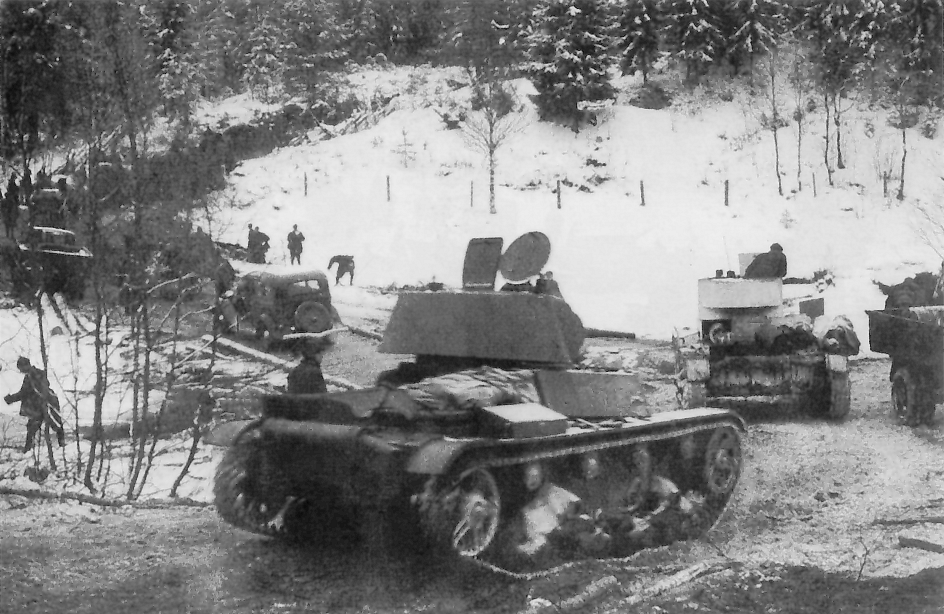
Легкі танки Т-26 радянської 7-ї армії під час наступу на Фінляндію, 2 грудня 1939 року.

Після смерті Леніна Радянський Союз був втягнутий у боротьбу за спадкоємність, в якій Троцький з його політикою «світової революції» протистояв Сталіну з його політикою «соціалізму в одній країні». Завдяки контролю над партійною і державною бюрократією та підтримці з боку Сталіна, перемогу здобув Троцький, а його усунули з посади військового комісара у 1925 році, що призвело до відходу від політики поширення революції за кордон на користь зосередження на внутрішніх проблемах і захисту країни від можливого іноземного вторгнення.
Прагнучи позбутися політичних і військових прихильників Троцького, Сталін наказав стратити вісьмох високопоставлених генералів між 1935 і 1938 роками. Головним серед них був маршал Михайло Тухачевський, керівник радянського вторгнення до Польщі.
Незважаючи на ізоляціоністську політику Сталіна, і навіть незважаючи на те, що кордони Радянського Союзу залишалися статичними протягом п'ятнадцяти років після смерті Леніна, Радянський Союз продовжував брати участь у міжнародних справах, а Комінтерн відіграв важливу роль у створенні комуністичних партій Китаю в 1921 році та Індокитаю в 1930 році. Крім того, Червона армія відіграла вирішальну роль у громадянській війні в Іспанії, надавши республіканцям понад 1000 літаків, 900 танків, 1500 гармат, 300 бронемашин, сотні тисяч одиниць стрілецької зброї та 30 000 тонн боєприпасів.
На радянську участь у громадянській війні в Іспанії значною мірою вплинуло зростання напруженості у відносинах між Сталіним і Адольфом Гітлером, лідером нацистської Німеччини і палким прихильником фашистських сил Франсіско Франко. Нацистсько-радянські відносини пом'якшувала особиста ненависть Гітлера до комуністичної ідеології та бажання розширити німецькі території. Прямий збройний конфлікт між Німеччиною та Радянським Союзом був відкладений підписанням 23 серпня 1939 року пакту Молотова-Ріббентропа, який по суті розділив країни Східної Європи на дві сфери інтересів, одна з яких належала Радянському Союзу, а інша — нацистам.
Радянський Союз продав зброю губернатору провінції Сіньцзян Китайської Республіки Цзінь Шурену і допоміг встановити його наступника Шен Шицая в 1934 році маріонетковим губернатором. Вони здійснили військове вторгнення в Сіньцзян проти 36-ї дивізії китайських мусульман (Національна революційна армія) і ханьських військ на чолі з китайським мусульманським генералом Ма Джун'їном і ханьським генералом Чжан Пейюанем, коли ті були на межі перемоги над маньчжурськими і білими російськими військами Шеня. 2 бригади чисельністю 7 000 чоловік, озброєні танками, літаками, іпритом і бронемашинами, були радянськими військами, які вторглися в країну. Після запеклих боїв, в яких Радянський Союз застосував іприт у битві під Тутунгом, Ма Чжунгінь відступив, а Чжан покінчив життя самогубством, щоб уникнути полону. Під час битви китайські мусульмани, як повідомляється, одягнулися в овечі шкури і штурмували радянські кулеметні пости з мечами. У битві під Даван-Ченгом Ма зіткнувся з колоною Червоної армії і знищив усю колону, а його мусульманські війська викотили розбиті радянські бронемашини зі схилу гори. Радянський Союз знову втрутився в Синьцзянську війну (1937), вторгнувшись з 5 000 військ і використовуючи літаки з гірчичним газом.
Наприкінці 1930-х років Радянський Союз більше не був задоволений статус-кво у відносинах з незалежними країнами Фінляндією, Естонією, Латвією, Литвою, Польщею та Румунією. Це стало наслідком змін у радянській зовнішній політиці. Пакт Молотова-Ріббентропа дав чудову можливість повернути провінції імперської Росії, втрачені під час хаосу Жовтневої революції та громадянської війни в Росії. В результаті цього пакту 1 вересня німці вторглися в Польщу із заходу. Коли поляки були близькі до поразки, а польський уряд залишив країну, 17 вересня Червона армія вторглася в Польщу зі сходу, щоб повернути території, населені переважно етнічними білорусами та українцями.
Потім Радянський Союз надіслав ультиматуми країнам Балтії і встановив контроль у вересні та жовтні. Радянський Союз вів переговори з фінами більше року, але фіни відкинули радянські вимоги. Червона армія розпочала Зимову війну 30 листопада 1939 року з метою анексії Фінляндії. Одночасно Радянський Союз створив маріонетковий режим під назвою Фінляндська Демократична Республіка. Початковий період війни виявився катастрофічним для радянських військових. Перемоги фіннів у битві під Суомуссалмі та битві на Раатській дорозі зірвали радянські спроби дійти до Оулу і розрізати країну навпіл. Далі на південь радянські війська досягли лінії Маннергейма, але запеклий фінський опір не дозволив Червоній армії просунутися далі, при цьому радянські війська зазнали серйозних втрат. Радянський Союз був виключений з Ліги Націй 14 грудня 1939 року.
29 січня 1940 року Радянський Союз поклав край маріонетковому уряду Фінляндської Демократичної Республіки і визнав чинний уряд у Гельсінкі законним урядом Фінляндії, повідомивши йому про свою готовність до мирних переговорів. Радянські війська реорганізували свої сили і розпочали новий наступ уздовж Карельського перешийка в лютому 1940 року. Радянські війська прорвали лінію Маннергейма і почали просуватися на захід, коли фінському уряду були передані радянські мирні пропозиції. У той час, коли бої у Вііпурі тривали, а надія на іноземну інтервенцію згасла, фіни прийняли мирні умови 12 березня 1940 року, підписавши Московський мирний договір. Бої закінчилися наступного дня. Фіни зберегли свою незалежність, але поступилися Радянському Союзу 9 % фінської території.

### Друга Світова Війна

Радянські лижні війська просуваються по лінії фронту під час блокади Ленінграда.

Пакт Молотова-Ріббентропа від серпня 1939 року уклав договір про ненапад між нацистською Німеччиною та Радянським Союзом із секретним протоколом, що описував, як Польща та країни Балтії будуть розділені між ними. У 1939 році обидві держави вторглися до Польщі і розділили її, а в червні 1940 року Радянський Союз також окупував Естонію, Латвію і Литву.

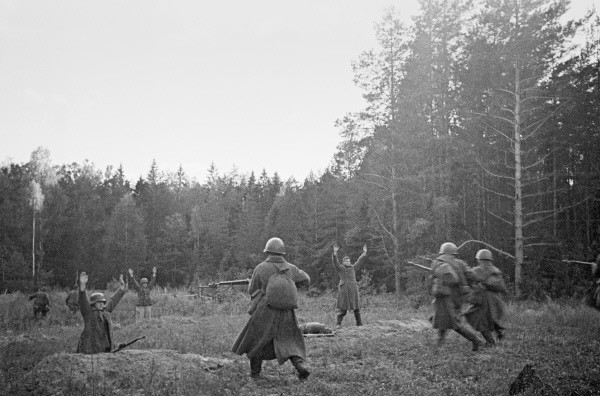
Німецькі солдати здаються в полон частинам Червоної армії біля села Вітовка, 1941 рік.

У Червоної армії було мало часу, щоб виправити свої численні недоліки, перш ніж нацистська Німеччина та інші союзні їй країни Осі перетнули щойно змінений радянський кордон 22 червня 1941 року на першому етапі операції «Барбаросса». Погані результати Радянського Союзу у зимовій війні проти Фінляндії спонукали Гітлера проігнорувати умови пакту Молотова-Ріббентропа і застати Червону Армію зненацька. На початкових етапах війни радянські війська часто отримували наказ залишатися на своїх позиціях, незважаючи на обмежені оборонні можливості, що призводило до численних оточень і, відповідно, великої кількості жертв.
У вересні 1941 року програма ленд-лізу Сполучених Штатів була поширена на Радянський Союз і передбачала постачання літаків, танків, вантажівок та інших військових матеріалів. Зрештою, Радянському Союзу вдалося сповільнити бліцкриг Вермахту, зупинивши нацистський наступ у грудні 1941 року за воротами Москви, частково завдяки тому, що мобілізовані війська із зимовим обмундируванням були перекинуті з Сибіру після того, як Сталін зрозумів, що Японія не збирається нападати на Радянський Союз (Японія щойно атакувала Перл-Харбор). Червона Армія розпочала потужний зимовий контрнаступ, який відкинув німців від околиць Москви. На початку 1942 року ослаблені армії Осі відмовилися від наступу на Москву і рушили на південь, до Кавказу та Волги. Цей наступ, у свою чергу, вичерпав себе восени 1942 року, що дозволило радянським військам провести нищівний контрнаступ на перенапруженого ворога. Червона армія оточила і знищила значні німецькі сили в Сталінградській битві, яка завершилася в лютому 1943 року і змінила хід війни в Європі.
Влітку 1943 року, після Курської битви, Червона армія перехопила стратегічну ініціативу до кінця війни. Вся радянська територія була звільнена від окупації Осі до 1944 року. Витіснивши армії країн Осі зі Східної Європи, у травні 1945 року Червона Армія розпочала штурм Берліна, який фактично завершив Другу світову війну в Європі (див. День Перемоги). Значна частина Східної Європи і значна частина Радянського Союзу були спустошені військами Червоної Армії в результаті агресивної політики «випаленої землі». Після капітуляції Німеччини Червона Армія вступила у війну проти Японії і влітку 1945 року здійснила наступ на японські війська, дислоковані в північній Маньчжурії. Червона Армія вийшла з війни як одна з найпотужніших сухопутних армій в історії [джерело не вказано] з п'ятьма мільйонами солдатів і більшою кількістю танків і артилерії, ніж у всіх інших країн разом узятих.
Однак поразка Вермахту коштувала понад вісім мільйонів солдатів і п'ятнадцять мільйонів цивільних загиблих, що, безумовно, є найбільшими втратами будь-якої країни під час війни. Вважається, що це найбільша кількість людських жертв у будь-якому військовому конфлікті.

### Холодна війна та звичайні збройні сили
Наприкінці Другої світової війни Радянський Союз мав постійну армію чисельністю від 10 до 13 мільйонів чоловік. Під час війни та одразу після неї Червона армія була найпотужнішою сухопутною армією у світі. Відразу після капітуляції Німеччини ця кількість була скорочена до п'яти мільйонів; це скорочення свідчило не про зменшення інтересу до радянської армії, а скоріше про зростаючий інтерес до створення більш сучасних і мобільних збройних сил. [Ця політика призвела до того, що в 1949 році був прийнятий на озброєння автомат АК-47, розроблений двома роками раніше як вдосконалення пістолета-кулемета, який забезпечив радянську піхоту міцним і надійним джерелом вогнепальної сили на коротких дистанціях. Також важливим було прийняття в 1967 році на озброєння БМП-1, першої бойової машини піхоти масового використання, яка була прийнята на озброєння будь-якої збройної сили світу. Ці інновації допомогли спрямувати хід радянських військових операцій протягом усієї холодної війни.
Радянські військові надали допомогу Другій Східно-Туркестанській республіці під час Ілійського повстання.
Монгольська Народна Республіка була втягнута в прикордонну суперечку з Китайською Республікою під час Пей-та-шаньського інциденту, радянські російські та монгольські війська спробували окупувати та здійснити набіг на китайську територію, у відповідь китайський мусульманський кавалерійський полк Хуей, 14-й кавалерійський полк Тунган Тунган, був відправлений китайським урядом для нападу на монгольські та радянські позиції.
Багато радянських військ, які боролися за звільнення країн Східної Європи від нацистського контролю, залишилися в регіоні навіть після капітуляції Німеччини в 1945 році. Сталін використав цю військову окупацію для заснування держав-сателітів, створивши буферну зону між Німеччиною та Радянським Союзом. Радянський Союз швидко набув величезного політичного та економічного впливу в регіоні, а також активно допомагав місцевим комуністичним партіям прийти до влади. До 1948 року сім східноєвропейських країн мали комуністичні уряди.
У цьому контексті «холодна війна» виникла внаслідок конфлікту між Сталіним і президентом США Гаррі С. Труменом щодо майбутнього Східної Європи під час Потсдамської конференції 1945 року. Трумен звинуватив Сталіна у зраді домовленостей, досягнутих на Ялтинській конференції. Радянський Союз залишився непохитним перед обличчям спроби Трумена зупинити комуністичну експансію в Східній Європі під окупацією Червоної армії, і в 1955 році Москва запровадила Варшавський договір на противагу західному альянсу НАТО.
Звичайна військова сила продемонструвала свій вплив, коли Радянський Союз використав свої війська для вторгнення в Угорщину в 1956 році і Чехословаччину в 1968 році, щоб придушити демократичні прагнення їхніх народів і утримати ці країни в рамках радянського режиму. Радянський Союз і західні сили на чолі з США зіткнулися з низкою протистоянь, які загрожували перерости в живі конфлікти, такі як Берлінська блокада 1948-49 років і Карибська криза 1962 року, коли «яструби» з обох боків підштовхували своїх суперників до війни через політику балансування на межі війни. Таке ставлення пом'якшувалося страхом перед ядерним конфліктом і прагненням поміркованих сил до розрядки.
Під керівництвом Хрущова радянські відносини з Югославією Йосипа Броз Тіто були остаточно відновлені після розпуску Комінтерну в 1956 році. Це рішення породило подальший розкол між Радянським Союзом і Китайською Народною Республікою, сусідньою комуністичною державою, яка вважала, що Радянський Союз відвернувся від фундаментальної марксистсько-ленінської боротьби за всесвітню перемогу комунізму. Цей китайсько-радянський розкол вибухнув у 1967 році, коли Червона гвардія взяла в облогу радянське посольство в Пекіні. Додаткові конфлікти вздовж китайсько-радянського кордону відбулися у 1969 році.
Напруженість між політичними силами в Москві та Пекіні значно впливатиме на азійську політику протягом 1960-х і 1970-х років, а мікросвіт китайсько-радянського розколу виник, коли союзний В'єтнам Хо Ши Міна у 1978 році вторгся до прокитайської Камбоджі Пол Пота. Радянський Союз забезпечив лояльність В'єтнаму та Лаосу за допомогою агресивної кампанії політичної, економічної та військової допомоги — тієї самої тактики, яка дозволила Радянському Союзу конкурувати зі Сполученими Штатами в гонці за утвердження себе як неоколоніального правителя нових незалежних держав в Африці та на Близькому Сході. Широкий продаж зброї зробив такі види озброєнь, як АК-47 і танк Т-55, іконами сучасних воєн між Ізраїлем і його арабськими сусідами.
Також важливою була декларація 1968 року про доктрину Брежнєва, яка офіційно стверджувала право Радянського Союзу втручатися у внутрішні справи інших країн з метою захисту соціалізму від протилежних капіталістичних сил. Ця доктрина була використана для виправдання радянського вторгнення в Афганістан у 1979 році. В Афганістані радянські війська зустріли запеклий опір з боку афганців, яких підтримувало ЦРУ. Боротьба з опозицією, яка покладалася на партизанську тактику і асиметричну війну, масивна радянська військова машина виявилася нездатною досягти вирішальних перемог, і вся кампанія швидко перетворилася на трясовину, подібну до тієї, з якою США зіткнулися десятиліттям раніше у В'єтнамській війні. Після десяти років бойових дій, які коштували приблизно 20 мільярдів доларів на рік (у доларах США 1986 року) і 15 000 радянських жертв, Горбачов здався громадській думці і наказав вивести війська на початку 1989 року.

### Холодна війна та ядерна зброя
Радянський Союз випробував свою першу атомну бомбу під кодовою назвою «Перша блискавка» 29 серпня 1949 року, через чотири роки після атомних бомбардувань Хіросіми і Нагасакі, що здивувало багатьох західних коментаторів, які очікували, що монополія США протримається ще деякий час. Незабаром з'ясувалося, що радянський проект атомної бомби отримав значну кількість шпигунської інформації про Мангеттенський проект воєнного часу, і що його перша бомба була значною мірою цілеспрямованою копією американської моделі «Товстун». Більш важливим з точки зору швидкості радянської програми було те, що Радянський Союз розробив більше запасів урану, ніж вважали можливим американські військові фахівці. З кінця 1940-х років радянські збройні сили зосередилися на адаптації до Холодної війни в епоху ядерних озброєнь шляхом досягнення паритету зі Сполученими Штатами в стратегічних ядерних озброєннях.
Хоча Радянський Союз пропонував різні плани ядерного роззброєння після того, як США розробили атомну зброю у Другій світовій війні, під час холодної війни Радянський Союз розгорнув процес розробки та розгортання ядерної зброї на повну потужність. Лише в 1960-х роках Сполучені Штати і Радянський Союз нарешті домовилися про заборону нарощування озброєнь в Антарктиді та випробувань ядерної зброї в атмосфері, космічному просторі та під водою.
Наприкінці 1960-х років Радянський Союз досяг приблизного паритету зі Сполученими Штатами в деяких категоріях стратегічних озброєнь, і в той час запропонував провести переговори про обмеження на розгортання стратегічних ядерних озброєнь. Радянський Союз хотів обмежити розгортання США системи протиракетної оборони (ПРО) і зберегти за собою можливість розміщувати кілька незалежних головних частин (НГЧ) з самостійним входом в атмосферу.
Договір про обмеження стратегічних наступальних озброєнь був підписаний у листопаді 1969 року в Гельсінкі. Тимчасова угода, підписана в Москві в травні 1972 року, заморозила існуючі рівні розгортання міжконтинентальних балістичних ракет (МБР) і регулювала зростання балістичних ракет підводних човнів (БРПЛ). В рамках процесу ОСО був також підписаний Договір по ПРО.
На Заході загалом вважали, що угоди ОСО закріпили концепцію взаємного гарантованого знищення (ВГЗ), або стримування. І США, і Радянський Союз визнали свою взаємну вразливість перед масованим знищенням, незалежно від того, яка з держав запустила ядерну зброю першою. Другий договір СНО, СНО-2, був підписаний у червні 1979 року у Відні. Серед інших положень, він встановлював сумарну межу для пускових установок МБР і БРПЛ. Другий договір СНО так і не був ратифікований Сенатом Сполучених Штатів, значною мірою через спад розрядки наприкінці 1970-х і на початку 1980-х років.
Свого часу Радянський Союз мав найбільший у світі ядерний арсенал в історії. Згідно з оцінками Ради захисту природних ресурсів, піку в 45 000 боєголовок було досягнуто в 1986 році. Приблизно 20 000 з них вважалися тактичною ядерною зброєю, що відображало доктрину Червоної армії, яка надавала перевагу використанню цієї зброї в разі війни в Європі. Решта (приблизно 25 000) були стратегічними МБР. Ця зброя вважалася як наступальною, так і оборонною за своєю природою. Виробництво цієї зброї є одним з факторів, що призвели до розпаду Радянського Союзу.

## Військово-промисловий комплекс та економіка
За винятком Хрущова і, можливо, Горбачова, радянські лідери з кінця 1920-х років надавали перевагу військовому виробництву над інвестиціями в цивільну економіку. Високий пріоритет, який надавався військовому виробництву, традиційно дозволяв військово-промисловим підприємствам переманювати найкращих менеджерів, робочу силу та матеріали з цивільних заводів. Як наслідок, Радянський Союз виробляв одні з найсучасніших видів озброєнь у світі. Однак наприкінці 1980-х років Горбачов перевів деяких провідних керівників оборонної промисловості до цивільного сектору економіки, намагаючись зробити його таким же ефективним, як і військовий.
Інтеграція партії, уряду та військових у Радянському Союзі стала найбільш очевидною у сфері промислового виробництва, пов'язаного з обороною. Держплан, державний плановий комітет, відігравав важливу роль у спрямуванні необхідних поставок і ресурсів у військову промисловість. Рада оборони СРСР приймала рішення про розробку і виробництво основних систем озброєнь. Управління оборонної промисловості ЦК КПРС здійснювало нагляд за всіма галузями військової промисловості як виконавчий орган Ради оборони. В уряді заступник голови Ради Міністрів очолював Військово-промислову комісію, яка координувала діяльність багатьох промислових міністерств, державних комітетів, науково-дослідних і дослідно-конструкторських організацій, а також заводів і підприємств, які розробляли і виробляли озброєння і техніку для збройних сил.
Наприкінці 1980-х років Радянський Союз виділяв чверть свого валового економічного продукту на оборонний сектор (на той час більшість західних аналітиків оцінювали цю цифру в 15 %). На той час у військово-промисловому комплексі працював щонайменше кожен п'ятий дорослий житель Радянського Союзу. [У деяких регіонах Союзу Радянських Соціалістичних Республік щонайменше половина робочої сили була зайнята на оборонних підприємствах. (Порівняльні показники США становили приблизно одну шістнадцяту валового національного продукту та приблизно одного з кожних шістнадцяти працівників). У 1989 році чверть усього радянського населення була задіяна у військовій діяльності — чи то на дійсній службі, чи то на військовому виробництві, чи то на цивільній військовій підготовці.

## Розпад Радянського Союзу та армія
Політичний і економічний хаос кінця 1980-х — початку 1990-х років невдовзі вилився в розпад Організації Варшавського договору і розпад Радянського Союзу. Політичний хаос і швидка економічна лібералізація, сумнозвісна шокова терапія МВФ, мали надзвичайно негативний вплив на чисельність і фінансування збройних сил. У 1985 році радянська армія налічувала близько 5,3 мільйона чоловік; до 1990 року їхня кількість скоротилася до чотирьох мільйонів. На момент розпаду Радянського Союзу залишкові сили, що належали Російській Федерації, налічували 2,7 мільйона осіб. Майже все це скорочення відбулося за трирічний період між 1989 і 1991 роками.
Першим внеском до цього стало значне одностороннє скорочення, яке почалося з оголошення Горбачова в грудні 1988 року; ці скорочення продовжилися в результаті розпаду Варшавського договору і відповідно до договорів про звичайні збройні сили в Європі (ДЗЗСЄ). Другою причиною скорочення був широкомасштабний опір призову, який виник після того, як політика гласності відкрила громадськості справжні умови в радянській армії і широкомасштабні зловживання щодо солдатів-строковиків.
Коли Радянський Союз рухався до розпаду в 1991 році, величезна радянська армія відігравала напрочуд слабку і неефективну роль у підтримці вмираючої радянської системи. Військові брали участь у спробах придушити конфлікти і заворушення в Центральній Азії та на Кавказі, але часто виявлялися нездатними відновити мир і порядок. 9 квітня 1989 року армія разом з підрозділами МВС вбила 20 демонстрантів у Тбілісі в Грузії. Наступна велика криза сталася в Азербайджані, коли радянська армія силою увійшла до Баку 19-20 січня 1990 року, що призвело до загибелі 137 осіб. 13 січня 1991 року радянські війська штурмували будівлю Державного радіо і телебачення та телевізійну ретрансляційну вежу у Вільнюсі, Литва, які перебували під контролем опозиції, в результаті чого загинуло 14 осіб і 700 було поранено. Ця акція була сприйнята багатьма як жорстока і мало чого досягла.
У вирішальні моменти серпневого путчу, можливо, останньої спроби радянських прихильників жорсткої лінії запобігти розпаду держави, деякі військові частини увійшли до Москви, щоб виступити проти Бориса Єльцина, але зрештою відмовилися придушити протестувальників, які оточили будівлю російського парламенту. По суті, керівництво радянських військових вирішило стати на бік Горбачова і Єльцина, і таким чином остаточно прирекло старий порядок.
Після офіційного розпаду Радянського Союзу 31 грудня 1991 року радянські збройні сили опинилися в підвішеному стані. Протягом наступних півтора року різні спроби зберегти її єдність і трансформувати у збройні сили Співдружності Незалежних Держав (СНД) зазнали невдачі. Підрозділи, дислоковані в Україні та деяких інших республіках, що відкололися, присягали на вірність своїм новим національним урядам, а низка договорів між новими незалежними державами розділила військове майно. У середині березня 1992 року Єльцин призначив себе новим російським міністром оборони, що стало вирішальним кроком у створенні нових російських збройних сил, до складу яких увійшла основна частина того, що ще залишилося від армії. Останні залишки старої радянської командної структури були остаточно ліквідовані в червні 1993 року.
Протягом наступних кількох років російські війська були виведені з Центральної та Східної Європи, а також з деяких нових незалежних пострадянських республік. Хоча в більшості місць виведення військ відбулося без проблем, російська армія залишилася в деяких спірних районах, таких як Севастопольська військово-морська база в Криму, а також в Абхазії та Придністров'ї.
Втрата призовників і промислового потенціалу в сепаратистських республіках, а також розвал російської економіки спричинили катастрофічне зниження потенціалу пострадянських російських збройних сил протягом десятиліття після 1992 року.
Більша частина ядерного арсеналу була успадкована Росією. Додаткова зброя була придбана Україною, Білоруссю та Казахстаном. На тлі побоювань щодо розповсюдження ядерної зброї всі вони були сертифіковані як такі, що були передані Росії до 1996 року. Узбекистан — ще одна колишня радянська республіка, де колись могла бути розміщена ядерна зброя, але зараз вона підписала Договір про нерозповсюдження ядерної зброї.

## Хронологія воєн розв'язаних Радянським Союзом
| Дата      | Конфлікт                                 | Місце                                                              | Результат |
| --------- | ---------------------------------------- | ------------------------------------------------------------------ | --- |
| 1917-1921 | Радянсько-українська війна (1917—1921)   | Україна                                                            | Перша війна: Перемога УНР Друга Війна: Перемога більшовиків, ліквідація УНР, створення УРСР |
| 1918–20   | Громадянська війна в Росії               | Російська Радянська Федеративна Соціалістична Республіка           | Новостворена Червона армія розгромила Білий рух та його іноземних союзників. |
| 1919–21   | Польсько-радянська війна                 | Білорусь, Польська Республіка, Україна                             | Радянська влада зазнала поразки після попередніх успіхів і поступилася Західною Україною та Західною Білоруссю Польщі, зберігши за собою Східну Україну та Східну Білорусь. |
| 1921      | Радянсько-грузинська війна               | Грузинська Демократична Республіка                                 | Радянська влада була встановлена в Грузії |
| 1924      | Серпневе повстання в Грузії (1924)       | Грузинська Радянська Соціалістична Республіка                      | Останнє велике повстання проти більшовиків у Грузії було придушене Червоною армією. |
| 1929      | Конфлікт на Китайсько-Східній залізниці  | Маньчжурія                                                         | Невеликий збройний конфлікт між Радянським Союзом і китайським воєначальником Чжан Сюеляном з Китайської Республіки за Маньчжурсько-Китайську Східну залізницю. Червона армія розгромила китайців і змусила їх дотримуватися положень угоди 1924 року.                                      |
| 1934      | Радянське вторгнення в Сіньцзян          | Сіньцзян-Уйгурський автономний район                               | Війська Червоної армії та ГПУ атакували китайську мусульманську 36-ту дивізію (Національно-революційну армію) та війська ханьців Ілі на чолі з генералами Ма Чжун'їном та Чжан Пейюанем. Військова патова ситуація.                                                                         |
| 1937      | Синьцзянська війна (1937)                | Сіньцзян-Уйгурський автономний район                               | Війська Червоної Армії допомагали уряду провінції Сіньцзян на чолі з Шен Шицаєм у боротьбі з уйгурськими повстанцями. |
| 1938      | Битва на озері Хасан                     | Корейсько-радянський кордон                                        | Радянський Союз відбив японське вторгнення. |
| 1939      | Бої на Халхин-Голі                       | Маньчжурсько-монгольський кордон                                   | Радянський Союз розгромив японську Квантунську армію і зберіг існуючий кордон з Маньчжурією. |
| 1939      | Втогрнення до Польщі та Бессарабії       | Польща, Білорусь, Румунія                                          | Нацистська Німеччина та Радянський Союз розділили Східну Європу відповідно до умов пакту Молотова-Ріббентропа. |
| 1939–40   | Радянсько-фінська війна (1939—1940)      | Фінляндія                                                          | Радянському Союзу не вдалося завоювати Фінляндію, він зазнав великих людських втрат і матеріальних збитків, але за мирним договором анексував 9 % фінської території. В результаті війни СРСР був виключений з Ліги Націй.                                                                  |
| 1941–45   | Німецько-радянська війна                 | СРСР, Третій Рейх, Східна Європа                                   | У боротьбі проти нацистської Німеччини Червона Армія розгромила Вермахт і окупувала більшу частину Східної та Центральної Європи. |
| 1941–44   | Радянсько-фінська війна (1941—1944)      | Фінляндія                                                          | Радянські війська розгромили Фінляндію, здобувши додаткову територію, і Фінляндія вийшла з Другої світової війни. |
| 1944–49   | Ільйске Повстання                        | Сіньцзян-Уйгурський автономний район, Республіка Китай (1912—1949) | Війська Червоної Армії та війська Китайської Народної Республіки зіткнулися в Сіньцзяні через радянську підтримку Другої Східно-Туркестанської Республіки. Лояльний до китайського уряду 14-й Тунганський кавалерійський полк воював проти радянських військ на монгольському кордоні.      |
| 1945–74   | Партизанська війна в балтійських країнах | Естонія, Латвія, Литва                                             | Тисячі прибалтійських „лісових братів“ вели війну опору проти радянської адміністрації. Основні бойові дії закінчилися наприкінці 1940-х — на початку 1950-х років, з поразкою і розпадом „лісових братів“. Останній партизан, естонець, загинув у 1974 році.                               |
| 1945      | Маньчжурська операція                    | Маньчжурія                                                         | Червона армія розпочала коротку та успішну кампанію з виселення японців з материкової Азії. Радянський Союз окупував Маньчжурію, Північну Корею та Курильські острови. |
| 1947–91   | Холодна Війна                            | По всьому світу, протистоячи Сполученим Штатам і НАТО              | Ядерна війна часто загрожувала, але так і не була реалізована. У 1955 році Радянський Союз створив Варшавський договір у відповідь на створення НАТО в 1948 році. |
| 1948–49   | Блокада Західного Берліна                | Берлін                                                             | Перше з багатьох протистоянь холодної війни, коли Радянський Союз закрив Берлін від доступу ззовні. США відповіли на це Берлінською повітряною переправою, і блокада була врешті-решт знята                                                                                                 |
| 1956      | Угорська революція (1956)                | Угорщина                                                           | Червона армія придушила угорське антирадянське повстання. |
| 1962      | Карибська криза                          | Куба                                                               | Чергове протистояння часів Холодної війни, пов'язане з розміщенням ядерних ракет США в Туреччині та Італії, а згодом і радянських ядерних ракет на Кубі. Радянський Союз погодився вивести ракети після того, як США гарантували не вторгатися на Кубу і вивести ядерні ракети з Туреччини. |
| 1968      | Празька весна                            | Чехословаччина                                                     | Вторгнення військ Варшавського договору втихомирило національний рух за більш ліберальний чеський уряд. |
| 1969      | Конфлікт на острові Даманський           | Китайсько-радянський кордон                                        | Давня ідеологічна ворожнеча між Радянським Союзом і Китайською Народною Республікою кілька разів виливалася у безрезультатні збройні конфлікти. Радянський Союз відбив китайське вторгнення на острів Чженбао/Даманський.                                                                   |
| 1979–89   | Війна в Афганістані (1979—1989)          | Афганістан                                                         | Радянська військова інтервенція в Афганістані швидко перетворилася на болото. Війська були виведені після десяти років нерішучої „стрілецької війни“, в якій США, Китай, Пакистан і Саудівська Аравія фінансували і озброювали афганських моджахедів.                                       |

## Іноземна військова допомога

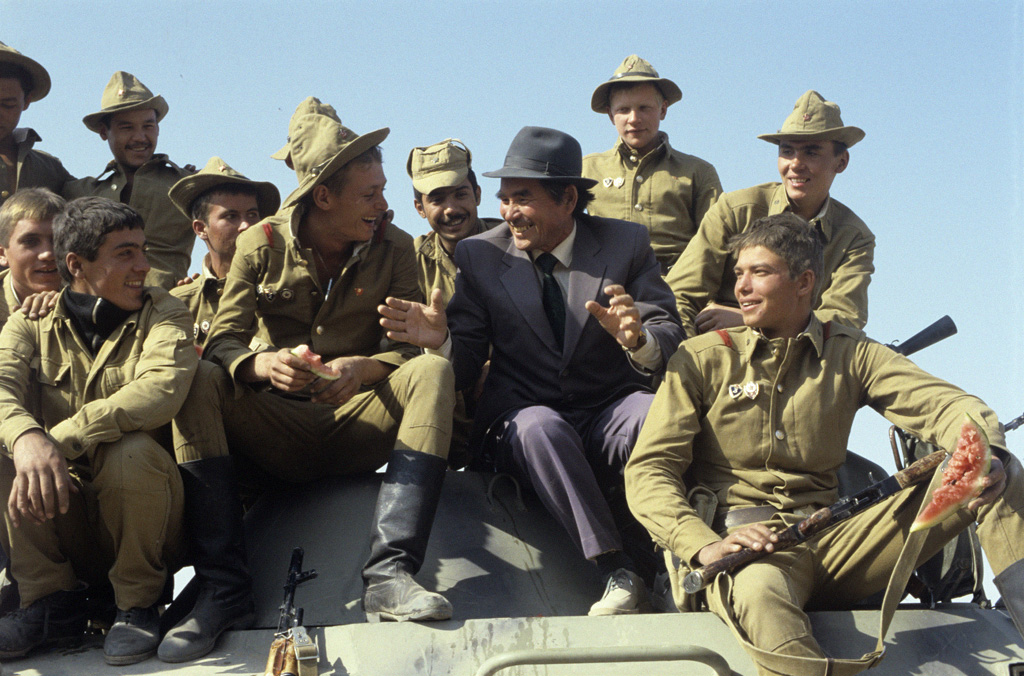
Радянські солдати повертаються з Афганістану. 20 жовтня 1986 року, Кушка, Туркменістан.

Окрім відкритих війн, радянські військові брали участь у низці внутрішніх конфліктів у різних країнах, а також у маріонеткових війнах між третіми країнами як засіб просування своїх стратегічних інтересів, уникаючи прямого конфлікту між наддержавами в ядерну епоху (або, у випадку Громадянської війни в Іспанії, уникнення прямого конфлікту з нацистською Німеччиною в той час, коли жодна зі сторін не була готова до такої війни). У багатьох випадках участь відбувалася у формі військових радників, а також продажу чи надання зброї.
| Дата                      | Меценат                         |
| ------------------------- | ------------------------------- |
| 1936–39                   | Друга Іспанська республіка      |
| 1933–34, 1937–39          | Республіка Китай (1912—1949)    |
| 1939                      | Монгольська Народна Республіка  |
| 1945–49, 1950–53          | Китайська Народна Республіка    |
| 1950–53                   | Північна Корея                  |
| 1961–74                   | Демократична Республіка В'єтнам |
| 1962–64                   | Алжир                           |
| 1962–63, 1967–75          | Єгипет                          |
| 1962–63, 1969–76          | Ємен                            |
| 1967, 1970, 1972–73, 1982 | Сирія                           |
| 1971                      | Індія                           |
| 1975–79                   | Ангола                          |
| 1967–69, 1975–79          | Мозамбік                        |
| 1977–79                   | Дерг                            |
| 1960–70                   | Лаос                            |
| 1980–91                   | Республіка Ірак                 |
| 1982                      | Ліван                           |

## Подальше читання
- Various. William Reger, David Jones (ред.). The Military Encyclopedia of Russia and Eurasia. Academic International Press.
- Robin Higham and Frederick W. Kagan (editors), 2002. The Military History of the Soviet Union (Palgrave, New York). ISBN 0-312-29398-4ISBN 0-312-29398-4